# Август Ген
Август Ген (нім. August Höhn; 19 серпня 1904, Ліппорн, Німецька імперія — 7 серпня 1982, Дюссельдорф, ФРН) — унтерштурмфюрер СС, перший шуцгафтлагерфюрер концтабору Заксенгаузен. У 1947 році радянським військовим трибуналом був засуджений до довічного ув'язнення, але у 1956 році як неамнестований військовий злочинець був переданий ФРН, де незабаром був заарештований і постав перед земельним судом Дюссельдорфа, який у 1960 році засудив його до довічного ув'язнення.

## Біографія
Август Ген народився 19 серпня 1904 року у родині кравця Вільгельма Гена та його дружини Вільгельміни. З 1910 до 1918 рік відвідував народну школу у Ліппорні. Після закінчення школи навчався на кравця та склав іспит на звання підмайстра. У 1920 році вступив до німецької гімнастичної асоціації і через 2 роки досяг посади старшого тренера з гімнастики. У 1926 році отримав направлення від районного комітету у справах молоді до Німецького університету фізичного виховання у Берліні, де склав іспит на спортивного тренера. Ген обіймав посаду вихователя, спортивного керівника та керівника пошивальної майстерні у навчальному будинку Беннінгхоф поблизу Меттмана. Згодом він вступив до академії кравців у Ганновері, відвідував майстер-класи в Ельберфельді та Дюссельдорфі, у 1932 році склав іспит на звання майстра кравця. Коли у 1934 році установа Беннінгхоф була розформована, і Ген втратив роботу, він відкрив власну справу як майстра-кравця у Меттмані, однак його спіткали невдачі у бізнесі, після чого він кинув свою справу і, розраховуючи отримати постійну роботу, через рік поступив на стажування до компанії Peter Wolters.
У 1933 році вступив до НСРПН (квиток № 1514767) та СС (№ 91735). У 1936 році отримав роботу у товаристві «Сила через радість», яке входило до складу Німецького робітничого фронту. З березня до травня 1939 року проходив військовий вишкіл у 1-му запасному батальйоні СС у Бреслау. Після початку Другої світової війни був призваний у частини посилення СС, але оскільки медичний огляд показав, що Ген не придатний до польової служби, його призначили у 2-у роту охоронного батальйону СС в Оранієнбурзі, який був направлений для охорони до концентраційного табору Заксенгаузен.
З травня 1941 року служив у штабі комендатури Заксенгаузена. З осені 1941 року був командиром роти у філії табору Клінкерверк. У липні 1942 року як начальник взводу був переведений у філію табору Берлін-Ліхтерфельде, де з жовтня 1942 року був керівником цієї філії. З кінця січня до лютого / березень 1943 року Ген проходив курси з адміністративного керівництва у Дахау, а потім до 6 травня 1943 року відвідував юнкерську школу СС у Брауншвейгу, де склав іспит на звання офіцера СС і після його здачі став унтерштурмфюрером. Після повернення з юнкерської школи СС Ген знову став начальником субтабору Берлін-Ліхтерфельде до 21 червня 1943 року. 21 червня 1943 року Ген на підпитку був звинувачений у порушенні правил дорожнього руху та вчиненні опору, тому 18 серпня 1943 року суд СС і поліції в Оранієнбурзі засудив його до шести тижнів арешту. Рейхсфюрер-СС як компетентний суддя відмовився визнати вирок і призначив новий судовий розгляд. Після нового кримінального розгляду 1 грудня 1944 року Ген був засуджений до 6 місяців тюремного ув'язнення. Цей вирок не набрав законної сили, ймовірно тому, що більше не був офіційно підтверджений у зв'язку з розвитком подій війни. З весни 1944 року був 2-м шуцгафтлагерфюрером в основному таборі Заксенгаузена. Наприкінці 1944 року Август Кольб став командиром охоронного батальйону СС в Оранієнбурзі, тому Ген обійняв посаду 1-го шуцгафтлагерфюрера та залишався на посаді до евакуації табору 27 квітня 1945 року. До обов'язків Гена входило дотримання суворих таборових правил, до яких належали порядок, дисципліна та чистота. Ген стежив за тим, щоб найменше порушення правил каралося найсуворішим покаранням, а у деяких випадках навіть наказував жорстокі способи виконання покарань. Наприклад, він наказав ув'язненому, засудженому до страти через повішення за спробу втечі, повільно підтягуватися до шибениці за допомогою колінчастого валу. Ген не тільки віддавав накази про застосування насильства, але й сам спонтанно та сильно бив ув'язнених, для підтримки власного авторитету.
У вересні 1944 року брав участь як спостерігач у військово-медичному експерименті у Заксенгаузені, під час якого співробітники кримінально-технічного інституту поліції випробовували на ув'язнених концтабору нещодавно розроблені отруєні кулі. Підлеглий Гена, рапортфюрер Отто Бем, вистрілив випробувальним боєприпасом у п'ятьох ув'язнених. Ген і кілька лікарів СС спостерігали за смертю цих людей. Крім того, Ген брав участь у масових вбивствах у Заксенгаузені, наприклад, у розстрілі 27 політичних ув'язнених 11 жовтня 1944 року та у ліквідації 82 учасників руху опору на початку 1945 року, де він відібрав стрільців і спостерігав за проведенням страти. Ген сприяв масовому вбивству тисяч хворих й ослаблених ув'язнених на початку 1945 року, яких мали знищити до розформування табору.
1 травня 1945 року потрапив до американського полону та 13 травня поміщений до слідчого ізолятора. Американська окупаційна влада передала його британським окупаційним військам, які 6 червня 1946 року передали його радянській стороні. На процесі, проведеному радянським військовим трибуналом, Гену було пред'явлено звинувачення в участі у злочинах, скоєних у Заксенгаузені, зокрема, у вбивстві й участі у вбивстві понад 5000 в'язнів табору. 31 жовтня 1947 року він був визнаний винним і засуджений до довічного ув'язнення спільно з довічними каторжними роботами. Покарання відбував у Воркутинському ВТТ.
14 січня 1956 року був звільнений з радянського ув'язнення і як неамністований військовий злочинець відправлений до ФРН, але вже 5 липня того ж року знову взятий під варту і поміщений у слідчий ізолятор. 19 вересня 1960 року разом з Горстом Гемпелем й Отто Бемом став перед судом присяжних у Дюссельдорфі на підставі скоєних у Заксенгаузені злочинів. На процесі як свідки виступали колишні ув'язнені табору. Звинувачення включали розстріл 27 політичних ув'язнених 11 жовтня 1944 року, цілеспрямовані вбивства в'язнів концтаборів й інших груп людей у другій половині війни та під час евакуації таборів. У кількох епізодах звинувачення зводилося до вбивства. Предметом судового розгляду були страти на площі для переклички у головному таборі та філії табору у Лігтерфельді, які проводилися на очах у таборового персоналу, та страти у спеціальному приміщенні для вбивств на станції «Z», розташованої на так званому промисловому подвір'ї, які здійснювалися через повішення, розстріл та знищення отруйним газом. Крім того, обвинувачені відповідали за вбивство хворих ув'язнених під час евакуації головного табору, вбивство єврейських ув'язнених із філії Ліберозе та розстріл ув'язнених під час маршу смерті.
15 жовтня 1960 року земельний суд Дюссельдорфа засудив Гена до довічного ув'язнення у в'язниці суворого режиму за семиразове вбивство, подвійне вбивство з необережності, а також за пособництво у вбивстві у п'яти випадках і довічного позбавлення цивільних прав. У випадку з Геном судді дотримувалися думки, що вбивства були скоєні «відповідно до його переконання та волі». Це внутрішнє переконання зрештою сформувалося у бажання брати участь в організованих діяннях як посібника, а й у бажання зробити свій внесок у них. Суд був переконаний, що це стало результатом того, що «обвинувачений Ген, не маючи зобов'язань робити це на підставі розпоряджень про страти, виходячи із власного бажання, спрямованого на заохочення вбивств, розстріляв винних власноруч. Віддані йому накази про розстріл, які зобов'язують його брати участь у вбивствах, не залишали йому ніякої самостійної свободи у прийнятті рішень щодо часу виконання та результату злочинної діяльності, проте він використав частину повноважень, на вчинення діяння, а саме рішення про те, хто повинен був зробити розстріл, для призначення себе як виконавця замість того, щоб обмежиться спостереженням за виконанням, що входило в його обов'язки».
24 січня 1962 року у процесі касаційного провадження Федеральний верховний суд ФРН затвердив вирок. Наприкінці літа 1963 року адвокат і дружина Гена подали перші прохання про помилування, які були підтримані, зокрема, адміністрацією тюремної установи у Мюнстері та колишнім головою суду присяжних. У проханні захисники посилалися на ухвалу вироку та підкреслювали, що Ген відмовився від націонал-соціалістичних ідей і прийшов до справжнього розуміння своєї провини, тому щиро шкодує про вчинене. Голова суду також наголосив, що Ген повністю визнав свою провину. Він зізнався у своїй участі у стратах, хоча знав, що ніхто не зможе засвідчити це. Це був єдиний спосіб довести, що Ген був виконавцем, а не посібником. Незважаючи на ці рекомендації, прокуратура виступила проти рішення про помилування Гена. Бюро з помилування земельного суду Дюссельдорфа у своїй заяві для прем'єр-міністра землі Північний Рейн-Вестфалія Франца Маєрса запропонувало умовно-дострокове звільнення, яке було відхилено 3 лютого 1964 року. Вирішальним фактором для цього рішення могла стати оцінка уповноваженого співробітника міністерства юстиції, який вважав звільнення Гена передчасним через скоєні злочини. Співробітник посилався на визначення судового рішення, яке вказувало на активну роль Гена у скоєнні злочинів й участі у них. Через два роки прохання про помилування дружини й адвоката, також підтримуване тюремною адміністрацією та тюремним пастором, призвело до успіху: 31 серпня 1966 року внаслідок помилування термін ув'язнення було скорочено до 25 років. 31 травня 1968 року Ген був звільнений умовно-достроково з випробувальним терміном на 5 років. Після звільнення з ув'язнення працював кравцем. Помер 7 серпня 1982 року у Дюссельдорфі.

## Виноски
1. ↑  Станція «Z» — будівля за територією табору, в якому проводилися масові вбивства.
2. ↑  У книзі німецького історика Гюнтера Морша помилково вказана інша дата звільнення — травень 1973 року[2].